# 지오아이
지오아이는 초고해상도 관측위성 영상을 제공하는 미국의 민간회사이다. 디지털글로브와 같은 1992년에 설립했다. 예전 이름은 오비털 이미지였다. 레이시온과 록히드 마틴이 공동설립한 스페이스 이미징사를 2006년 인수하면서, 지오아이라고 회사명을 변경했다. 마이크로소프트와 야후에 영상을 제공중이다.
지오아이의 주된 경쟁사는 스팟이미지와 디지털글로브이다.
1997년 오브뷰2, 1999년 이코노스(해상도 82 cm), 2003년 오브뷰3(1 m), 2008년 지오아이1(41 cm)을 발사했으며, 2011년 지오아이2(25 cm)를 발사할 계획이다.